# Attentatet i Berlin 2016
Lastbilsattacken i Berlin var en terroristattack den 19 december 2016 mot julmarknaden på Breitscheidplatz, nära Kaiser-Wilhelm-Gedächtniskirche i Berlin i Tyskland. Attacken orsakade minst 12 dödsoffer och 48 skadade.
Den 21 december efterlyste tysk polis den då 23-årige tunisiern Anis Amri som misstänkt för attacken. Amri blev den 23 december ihjälskjuten av italiensk polis i staden Sesto San Giovanni i provinsen Milano, efter att själv ha öppnat eld mot polisen.

## Händelseförloppet
Lastbilen som användes i attacken hade polska registreringsskyltar och tillhörde ett polskt åkeri. Åkeriet förlorade kontakten med föraren, den 37-årige polacken Łukasz Urban, vid 16-tiden den 19 december, och det misstänktes då att lastbilen hade blivit kapad. Urban uppges ha kidnappats av gärningsmannen och ska sedan ha försökt förhindra honom från att köra in mot julmarknaden, men då knivhuggits till döds.
Lastbilen kom körande på Hardenbergerstraße, svängde in på Budapester Straße, och sedan in i julmarknaden på Breitscheidplatz. Den körde 50 till 80 meter genom marknaden innan den stannade.

## Utredningen

### Terrorattentat
Berlinpolisen utgick tidigt från att det var fråga om en medveten attack och utreder händelsen som ett terrorattentat. Tysklands förbundskansler Angela Merkel uttalade sig om att händelsen får antas vara ett terrorattentat, och även inrikesminister Thomas de Maizière sade att det inte råder någon tvekan om att det rörde sig om en medveten attack.

### Misstänkta gärningsmän
En man greps den 19 december i närheten av Siegessäule i stadsparken Tiergarten. Han var en 23-årig asylsökande från Pakistan och misstänktes först för attentatet, men förnekade sin skuld. Dagen därpå blev mannen frisläppt, då det enligt åklagaren inte fanns några bevis emot honom.
Den 21 december efterlyste tysk polis en 24-årig tunisisk man vid namn Anis Amri, född 1992, efter det att man funnit hans identitetshandlingar under förarsätet i lastbilen och hans fingeravtryck på handtagen till lastbilens ytterdörrar. Han ska ha kommit till Italien från Tunisien 2011, och suttit fängslad där efter att ha försökt tända eld på en skola. Till Tyskland kom Amri sent 2015 eller i början av 2016, och i april 2016 ansökte han om asyl, men fick avslag; han kunde dock inte utvisas till sitt hemland eftersom han under åren hade använt sig av åtminstone tolv olika alias och uppgivit flera olika nationaliteter.
Tidigt på morgonen den 23 december sköts Amri till döds av en polisman i Sesto San Giovanni, norr om Milano i Italien. Han hade fastnat i en rutinmässig id-kontroll varvid han sköt på polisen. Terrororganisationen Islamiska staten (IS) tog sedan på sig attacken via sin propagandakanal Amaq, och påstod att Anis Amri hade svarat på organisationens uppmaning om att attackera koalitionen av stater som kämpar mot IS, där Tyskland ingår. Senare publicerade Amaq en video på Amri, där han svär trohet till IS-ledaren Abu Bakr al-Baghdadi, och uppmanar IS-anhängare att hämnas mot europeiska "korstågsmakare".
Den 24 december rapporterades det att tre personer som misstänks ha haft kontakt med Anis Amri och varit inblandade i attentatet gripits i Tunisien, enligt uppgifter från det tunisiska inrikesministeriet. En av de gripna ska ha varit systerson till Amri, och pekade ut honom som ledare för en terrorcell.

## Reaktioner
Flera världsledare kommenterade och fördömde attentatet.
- Frankrike - Nices borgmästare Philippe Pradal, vars stad utsattes för ett liknande terrordåd den 14 juli 2016, skrev följande på Twitter: ”Skräck i Berlin. Mitt stöd går till Berlins borgmästare och det tyska folket. Aldrig mer." President François Hollande kommenterade också attentatet: "Frankrike vet vad terrordåd är för något och det elände och den olycka det kan provocera fram. Men också att det gäller att stå upp och vara enade. Det gäller för det land som attackeras, men också för hela Europa och till och med hela världen gentemot hotet från terrorismen."[11]
- Ryssland - President Vladimir Putin sände sina kondoleanser till Tysklands förbundskansler Angela Merkel och förbundspresident Joachim Gauck, och skrev: "Detta brott mot fredliga civila är chockerande i sin vilda cynism."[12]
- Sverige - Angående lastbilsattacken och mordet på Rysslands ambassadör i Turkiet Andrej Karlov, som inträffade tidigare samma dag, sade statsminister Stefan Löfven: "Det som skett i kväll är fruktansvärda händelser. I vad som kan vara en attack i Berlin dödades och skadades oskyldiga människor mitt i förberedelserna inför julfirandet. I Ankara har Rysslands ambassadör mördats, ett angrepp på diplomaters möjligheter att säkert företräda sina länder. Ytterligare två avskyvärda dåd läggs till 2016."[13] Utrikesminister Margot Wallström skrev på Twitter: "Fruktansvärda nyheter från Berlin i kväll. Ännu en meningslös attack som dödat oskyldiga civila under 2016. Mina tankar går till alla drabbade."[14]
- USA - Vita huset uppgav i ett uttalande på sin hemsida att de "fördömer vad som verkar vara en terroristattack."[15] Landets tillträdande president Donald Trump kopplade attacken till islamistisk terrorism redan innan tysk polis gått ut med vem som var skyldig, och sade i ett uttalande att "ISIS och andra islamistiska terrorister fortsätter att slakta kristna i deras samhällen och andaktslokaler som en del i deras globala jihad."[16]